# Peire Vidal

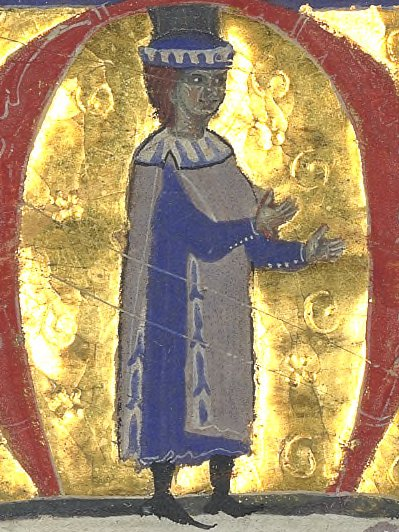
Peire Vidal

Peire Vidal (* um 1175 in Toulouse; † um 1210) war ein altokzitanischer Trobador. Er schrieb sehr persönlich gehaltene Lieder in Formvollendung und bilderreicher Sprache. 45 dieser Lieder sind überkommen, davon sogar zwölf mit Melodie.

## Leben und Werk
Peire Vidal lebte als fahrender Sänger in Frankreich, Spanien, Italien und dem Orient.  Außerhalb seines musikalisch-poetischen Werkes finden wir keinen zeitgenössischen Bezug zu seiner Dichter-Sänger-Persönlichkeit. Eine kurze okzitanische Biografie, die etwa fünfzig Jahre nach seinem Tode verfasst wurde, hat fiktionalen Charakter und beruht auf Episoden, die auf seinen Gedichten aufbauen. Lediglich die Eröffnungszeile der Biografie ist im engeren Sinne biografisch. Dort heißt es: „Si fo de Tolosa, fils d’un pelissier“. „Er stammt aus Toulouse und ist der Sohn eines Kürschners.“ Die Pelz- und Lederwarenindustrie war im 12. Jahrhundert in der Nähe der Kirche Saint Pierre des Cuisines in Toulouse etabliert.
Peire begann seine Karriere zusammen mit dem Troubadour Bernart Durfort um 1176 am Hofe des Grafen Raymond V. von Toulouse. Er blieb dort bis 1190, als er sich nach einem Streit mit dem Grafen auf die Suche nach anderen Gönnern machte. Viele seiner frühen Gedichte waren Vierna de Porcellet gewidmet, einer Verwandten des Grafen. In einigen dieser Gedichte agieren Peire, Vierna und Raymond in einer Dreiecksbeziehung.
Von Toulouse aus begab er sich an den Hof von König Alfons II. von Aragon, wo er bis zu dessen Tode im Jahr 1196 gut lebte. Gelegentlich besuchte er den Hof von Alfons Sohn Peter II. von Aragon. Im Streit zwischen den Herrschern von Toulouse und Aragon nahm Peire den Standpunkt von Aragon ein. Er besuchte den Hof von König Alfons VIII. von Kastilien in Toledo im Jahre 1195 und danach mehrfach bis 1201. Er blieb auch einige Zeit am Hof von König Alfons IX. von León, wo die galizisch-portugiesische Lyrik der okzitanischen gegenüber vorgezogen wurde.
Unter Peires vielen kleineren Gönnern befanden sich William VIII von Montpellier und seine Frau, die byzantinische Prinzessin Eudokia Komnene. William war sowohl ein Vasall von Peter II. als auch dessen Schwiegervater. Peire besuchte den aragonesischen Hof während einiger seiner Besuche in Narbonne, aber obwohl die regierende Vizegräfin dieser Stadt, Ermengarde von Narbonne, eine bemerkenswerte Gönnerin der Troubadours war (Sie unterstützte beispielsweise Azalais de Porcairagues), gibt es keinen Hinweis darauf, dass sie Peire förderte oder dass dieser Lieder für oder auf sie schrieb. Peire war auch eng mit dem Vizegrafen von Marseille Barral de Baux verbunden. Wegen eines Liebeshandels mit dessen Gemahlin Azalais musste er nach Italien flüchten. Vidal nahm am Dritten Kreuzzug teil und kam bis Zypern, wo er sich mit einer Griechin verheiratete. Peire Vidal beendete seine Tage vermutlich am Hofe von Alfons III. von Aragon.
Peire Vidal fungierte als Berater vieler großer Persönlichkeiten seiner Zeit. Er selbst zeichnete sich durch eine unverwechselbare, originelle, poetische Persönlichkeit voller Einfallsreichtum und Schärfe aus. Geschickt in Parodie und Karikatur nahm er oft eine prahlerisch-übertreibende Grundposition ein. Diese Haltung führte er so weit, dass dies nur noch als Selbstironie ausgelegt werden kann. Er rühmte sich, „der beste aller Kavaliere“ und „der unwiderstehlichste aller Liebhaber“ zu sein. In seiner Liebeslyrik tritt immer sein persönlicher Charakter hervor, der nicht von allzu großem Ernst geprägt ist. Sein Stil ist klar und einfach, dennoch formvollendet und immer persönlich gehalten. Besonders geschätzt wird sein Lied Anc no mori, in dem er selbst seine dichterische Produktivität beschreibt: „De mots ricos no tem Peire Vidal!“ „Vor reichen Worten fürchtet Peire Vidal sich nicht!“
Peire Vidal wird in Ezra Pounds Gedicht Pierre Vidal und in Ford Madox Fords Roman The Good Soldier sowie in Leopold von Sacher-Masochs Novelle Venus in Furs erwähnt.